# Омеро Арідхіс
Омеро Арідхіс Фуентес (ісп. Homero Aridjis Fuentes; 6 квітня 1940, Контепек, Мічоакан) — мексиканський поет, прозаїк, громадський діяч, дипломат, одна з найбільших фігур латиноамериканської культури XX століття.

## Біографія
Батько — грек з-під Смірни, мати — мексиканка. Рано почав читати, писати вірші та прозу. У 1959 році отримав стипендію Мексиканського письменницького центру та Фонду Рокфеллера. Брав участь в організованому ПЕН-клубом Всесвітньому конгресі письменників у Нью-Йорку під головуванням Артура Міллера (1966), на якому були представлені найбільші постаті латиноамериканської літератури.
Обіймав посаду посла Мексики у Нідерландах, Швейцарії, ЮНЕСКО. У 1997—2003 роках очолював Міжнародний ПЕН-клуб . Діяльний культурний організатор активний учасник екологічного руху. Запрошений професор найбільших університетів США, Канади, Нідерландів, Австрії.

## Твори

### Поезія
- «Los ojos desdoblados», Ed. La Palabra, México, 1960
- «Antes del reino», Ed. Era, Mexico, 1963
- «Mirándola dormir», Ed. Joaquín Mortiz, México, 1964 (Премія Хав'єра Вільяуррутії)
- «Perséfone», Ed. Joaquín Mortiz, México, 1967
- «Ajedrez-Navegaciones», Ed. Siglo XXI, México, 1969
- «Los espacios azules», Ed. Joaquín Mortiz, México, 1969
- «Quemar las naves», Ed. Joaquín Mortiz, México, 1975
- «Vivir para ver», Ed. Joaquín Mortiz, México, 1977
- Construir la muerte, Ed. Joaquín Mortiz, México, 1982
- «Imágenes para el fin del milenio» & «Nueva expulsion del paraíso», Ed. Joaquín Mortiz, México, 1990
- «El poeta en peligro de extinction», Ediciones El Tucán de Virginia, México, 1992
- «Tiempo de ángeles», Espejo de Obsidiana, México, 1994
- «Ojos de otro mirar», Ediciones El Tucán de Virginia, México, 1998
- «El ojo de la ballena», Fondo de Cultura Económica, México, 2001
- «Los poemas solares», Fondo de Cultura Económica, México, 2005.
- «Los poemas soñados», Fondo de Cultura Económica, México, 2011

### Романи
- «La tumba de Filidor», Ed. La Palabra, México, 1961
- «El poeta niño», Fondo de Cultura Económica, México, 1971
- «El encantador solitario», Fondo de Cultura Económica, México, 1973
- «1492: vida y tiempos de Juan Cabezón de Castilla», Ed. Siglo XXI, México, 1985 (історичний роман, премія Гринцане Кавур за найкращий перекладний роман, книга року за версією New York Times)
- «Memorias del nuevo mundo», Editorial Diana, México, 1988
- «La leyenda de los soles», Fondo de Cultura Económica, México, 1993
- «El señor de los últimos días: Visiones del año mil», Alfaguara, México, 1994
- «En quién piensas, cuando fas el amor?», Alfaguara, México, 1996
- «La montaña de las mariposas», Alfaguara, México, 2000
- «La zona del silencio», Alfaguara, México, 2002
- «El hombre que amaba el sol», Alfaguara, México, 2005
- «Sicarios», Alfaguara, México, 2007
- «Los invisibles», Fondo de Cultura Económica, México, 2010
- «Los perros del fin del mundo», Alfaguara, México, 2012

### Новели
- «Noche de independencia», Ed. Ultramar, Salvat, Madrid, 1978
- «Playa nudista y otros relatos», Ed. Argos Vergara, Barcelona, 1982
- «La Santa Muerte», Alfaguara, México, 2004

### Театр
- «Espectáculo del año dos mil», Ed. Joaquín Mortiz, México, 1981
- «El último Adán», Ed. Joaquín Mortiz, México, 1986
- «Gran teatro del fin del mundo», Joaquín Mortiz, México, 1989

### Есе
- «Apocalipsis con figuras», Taurus, México, 1997

## Визнання
Художня премія штату Мічоакан Ерендіра (2005), премія Роже Каюа (Франція), Золотий ключ від Смедерева (Сербія) та ін. нагороди. Почесний доктор Індіанського університету.